# Giovanni Domenico Maraldi

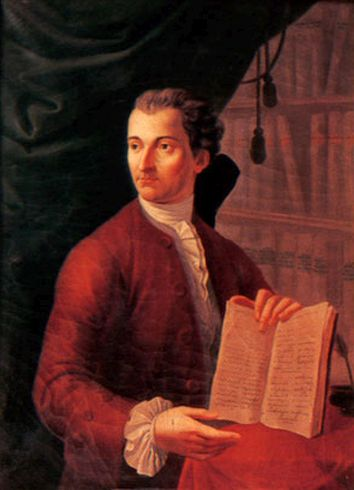
Giovanni Domenico Maraldi

Giovanni Domenico Maraldi, französisch Jean-Dominique Maraldi (* 17. April 1709 in Perinaldo; † 14. November 1788 ebenda) war ein in Italien geborener Astronom und der Neffe von Giacomo F. Maraldi. Maraldi kam 1727 nach Paris und wurde 1731 Mitglied der Académie des sciences. Dort entdeckte er zwei „neblige Sterne“, welche sich später als die zwei Sternhaufen Messier 2 und Messier 15 herausstellten.
Nach ihm ist der Mons Maraldi und der Krater Maraldi auf dem Erdmond benannt.
| Personendaten    | Personendaten                                       |
| ---------------- | --------------------------------------------------- |
| NAME             | Maraldi, Giovanni Domenico                          |
| ALTERNATIVNAMEN  | Maraldi, Jean-Dominique                             |
| KURZBESCHREIBUNG | französisch-italienischer Astronom und Mathematiker |
| GEBURTSDATUM     | 17. April 1709                                      |
| GEBURTSORT       | Perinaldo                                           |
| STERBEDATUM      | 14. November 1788                                   |
| STERBEORT        | Perinaldo                                           |